# Bothrops moojeni
Bothrops moojeni este o specie de șerpi din genul Bothrops, familia Viperidae, descrisă de Hoge 1966. Conform Catalogue of Life specia Bothrops moojeni nu are subspecii cunoscute.